# Niedanowo
Niedanowo (deutsch Niedenau) ist ein Dorf in der polnischen Woiwodschaft Ermland-Masuren. Es gehört zur Gmina Kozłowo (Landgemeinde Groß Koslau, 1938 bis 1945 Großkosel) im Powiat Nidzicki (Kreis Neidenburg).

## Geographische Lage
Niedanowo liegt im Südwesten der Woiwodschaft Ermland-Masuren, elf Kilometer südwestlich der Kreisstadt Nidzica (deutsch Neidenburg).

## Geschichte
Das frühere Niedenau wurde um 1371 gegründet.
Die Landgemeinde Niedenau war zwischen 1874 und 1945 in den Amtsbezirk Scharnau (polnisch Sarnowo) im ostpreußischen Kreis Neidenburg eingegliedert.
Im Jahre 1910 waren in Niedenau 249 Einwohner registriert. Ihre Zahl belief sich 1933 auf 255 und 1939 auf 270.
Mit dem gesamten südlichen Ostpreußen wurde Niedenau 1945 in Kriegsfolge an Polen überstellt. Das Dorf erhielt die polnische Namensform „Niedanowo“ und ist heute als Sitz eines Schulzenamtes (polnisch Sołectwo) eine Ortschaft im Verbund der Gmina Kozłowo im Powiat Nidzicki, bis 1998 der Woiwodschaft Olsztyn, seither der Woiwodschaft Ermland-Masuren zugehörig. Im Jahre 2011 waren in Niedanowo 199 Einwohner gemeldet.

## Kirche
Bis 1945 war Niedenau in die evangelische Kirche Scharnau (polnisch Sarnowo) in der Kirchenprovinz Ostpreußen der Kirche der Altpreußischen Union, außerdem in die römisch-katholische Kirche Soldau (polnisch Działdowo) eingepfarrt. Heute gehört Niedanowo evangelischerseits zur Heilig-Kreuz-Kirche Nidzica in der Diözese Masuren der Evangelisch-Augsburgischen Kirche in Polen sowie zur katholischen St.-Antonius-Kirche Sarnowo im Erzbistum Ermland.

## Verkehr
Niedanowo liegt an einer Nebenstraße, die Sarnowo (Scharnau) mit Zalesie (Salleschen) verbindet. Von Zakrzewo führt eine Straße direkt nach Niedanowo. 
Die nächste Bahnstation ist Zakrzów-Sarnowo an der Bahnstrecke Działdowo–Olsztyn (deutsch Soldau–Allenstein).

## Persönlichkeit
- Adam Krolczyk (1826–1872), deutscher evangelischer Missionar in China